# Sionologie
La Sionologie (en russe : сионология sionologiya), aussi nommée Antisionisme soviétique, est une doctrine politique de l'Union soviétique adoptée dans le cadre de la guerre froide, et intensifiée après la guerre des Six Jours. Elle a été commanditée par le Département de la propagande du Parti communiste de l'Union soviétique et par le KGB. Fortement antisioniste, la sionologie affirme que le sionisme est une forme de nationalisme bourgeois, de racisme à base théocratique, d'impérialisme et de colonialisme territorial, et l'assimile parfois au fascisme. Selon le point de vue israélien, la sionologie est une forme de l'antisémitisme en URSS, tandis que selon le point de vue soviétique elle était science sociopolitique opposée au nationalisme et au racisme sous toutes leurs formes, les sionologistes déclarant donc qu'ils n'étaient pas eux-mêmes antisémites ni racistes, mais seulement opposés à « la pratique politique de la bourgeoisie juive alliée aux sphères monopolistiques des États-Unis ».

## Historique
Dans la pratique, les sionologistes ne se sont jamais astreints à respecter des méthodes scientifiques mais se sont comportés en propagandistes de la politique officielle soviétique anti-israélienne et anti-occidentale, qui résultait de la guerre froide. Quoi qu'ils se soit défendus d'être antisémites, ils ont fréquemment recyclé dans le marxisme-léninisme de vieux clichés, préjugés et pamphlets antisémites.
Le sionisme, mouvement pour le retour du peuple juif en Palestine, et son autodétermination sur la terre d'Israël, avait été initialement fortement influencé par les courants socialistes (qui se traduisait entre autres sur le terrain par la création de kibboutzim ; d'ailleurs l'URSS avait initialement été favorable à la création de l'État d'Israël). Mais après qu'Israël se soit allié aux États-Unis dans la guerre froide, les sionologistes accusèrent le sionisme de « pratiquer un chauvinisme et un anticommunisme militant ».
Comme l'Union soviétique proclamait suivre l'idéologie communiste qui déclare l'égalité universelle entre tous les hommes, les autorités soviétiques se disaient officiellement opposées à toute sorte de discrimination, de racisme, d'antisémitisme ou d'anti-arabisme. C'est pourquoi l'antisionisme et la sionologie étaient présentés comme totalement non-racistes, mais en opposition avec Israël. Pour preuves, ils insistaient sur le fait que plusieurs sionologistes notables étaient des Juifs soviétiques chargés de représenter une opinion experte.
Néanmoins, de nombreux historiens, y compris certains en Union soviétique, remarquèrent que la sionologie reprenait des thèmes antisémites. En novembre 1975, l'historien et académicien soviétique M. Korostovtsev, écrivit une lettre au secrétaire du Comité central, Mikhaïl Souslov, concernant le livre La Contre-révolution en marche de Vladimir Begun : « …il attise de manière perceptible l'antisémitisme sous le couvert de l'antisionisme. »
Certains articles et livres de sionologie furent inclus dans la liste des lectures obligatoires du personnel des armées, du NKVD et de la milice, des étudiants, des professeurs et des membres du Parti communiste, et furent publiés en masse.
La troisième édition de la « Grande Encyclopédie soviétique » en trente volumes (Большая Советская энциклопедия, БСЭ), publiée de 1969 à 1978, identifie le sionisme au racisme et affirme que :
- « les postulats principaux du sionisme moderne sont le chauvinisme, le racisme, l'anticommunisme et l'antisoviétisme militants »
- « l'essence réactionnaire anti-humaine du sionisme est un combat dissimulé et non dissimulé contre les mouvements de libération et contre l'URSS »
- « l'Organisation sioniste mondiale possède des fonds financiers importants, obtenus pour partie grâce aux monopolistes juifs et pour partie collectés par les œuvres de charité juive obligatoires. Elle influence et contrôle aussi une partie importante des médias occidentaux »
- « servant comme avant-garde du colonialisme et du néo-colonialisme, le sionisme international participe activement au combat contre les mouvements de libération nationale des peuples d'Afrique, d'Asie et d'Amérique latine »
- « Un processus naturel et objectif d'assimilation des Juifs grandit dans le monde entier »[2]

Dans son livre A History of the Jews in the Modern World (« Une histoire des Juifs dans le monde moderne »), Howard Sachar décrit l'ambiance de la campagne antisioniste soviétique après la guerre des Six Jours :
« Fin juillet 1967, Moscou lança une campagne de propagande sans précédent contre le sionisme considéré comme une « menace mondiale ». La défaite n'était pas attribuée au petit Israël seul, mais à une force internationale superpuissante… [le capitalisme mondial et les États-Unis dont Israël était présenté comme la marionnette] …dans sa vulgarité flagrante, le nouvel assaut de propagande atteint rapidement des caractéristiques de type nazi. Le public soviétique était saturé d'allégations racistes. Des extraits du livre de triste notoriété de Trofim Kichko « Judaïsme sans embellissement », furent republiés abondamment dans les médias soviétiques. Le livre « Attention ! Sionisme » de Youri Ivanov qui recopie essentiellement les « Protocoles des sages de Sion » reçoit une diffusion nationale. »
Paul Johnson et d'autres historiens affirment que la résolution 3379 de l'Assemblée générale des Nations unies du 10 novembre 1975, qui classe le sionisme parmi les racismes, était orchestrée par l'URSS. Cette résolution a été abrogée par la résolution 4686 en décembre 1991, date qui coïncide avec l'effondrement du bloc soviétique.
Un autre thème récurrent de la sionologie est l'allégation de liens secrets entre les nazis et les dirigeants sionistes. La thèse doctorale en 1982 de Mahmoud Abbas, cofondateur du Fatah et un des chefs de file de l'Organisation de libération de la Palestine, qui obtint son doctorat en histoire au Collège Oriental de Moscou, a pour titre : La Connexion Secrète entre les Nazis et les Dirigeants du Mouvement Sioniste.

## Postérité de la sionologie
La perestroika permet à l'antisémitisme de s'exprimer librement sans s'abriter derrière l'antisionisme dans les nombreux mouvements nationalistes et antisémites russes. Des « sionologistes »  tels Vladimir Begun ou Evgeniy Evseev rejoignent ainsi le mouvement Pamiat. Quant au « sionologue » Valéri Emelianov qui fut directeur du département d’arabe à l’Institut Maurice-Thorez de langues étrangères de Moscou et qui tient des déclarations délirantes sur le « complot judéo-maçonnique » mondial, il arrive à faire publier à Damas un pamphlet intitulé Desionizatsiia (« Désionisation »), traduit en arabe. 
Les idées propagées par les Soviétiques que les sionistes ont activement collaboré avec les nazis et sont donc racistes et fascistes se diffusent non seulement au sein des gauches pro-communistes et pro-palestiniennes à travers le monde, y compris dans le Parti travailliste britannique, où leur influence pose toujours problème, mais aussi chez les voisins d'Israël, où l'antisémitisme existait déjà. 
En France, la sionologie est reprise par une partie de l'extrême-droite, notamment par  François Duprat (mort en 1978) qui affirmait que « la France et la Palestine étaient toutes deux occupées par les sionistes ».

## Livres de sionologie
- (ru): Judaïsme sans Embellissement (en)[8] par Trofim K. Kichko, publié par l'Académie des Sciences d'Ukraine en 1963:

« C'est dans l'étude du judaïsme, dans l'Ancien Testament et dans le Talmud, que les militaristes israéliens trouvent leur inspiration pour leurs actes inhumains, leurs théories racistes et leur dessein expansionniste…»
Un tollé mondial a forcé la Commission idéologique du Parti communiste à reconnaître en avril 1964, que le livre « pouvait être interprété dans un esprit d'antisémitisme ». Mais le 20 janvier 1968, la Pravda Ukrainy, le journal officiel du Parti communiste d'Ukraine (PCU) annonce que le Conseil suprême du PCU a décerné à Kichko un diplôme d'honneur. Son autre livre, Judaïsme et Sionisme (1968), parle « d'idée chauvine du peuple juif élu de Dieu…et son idée de dominer tous les autres peuples du monde »
- (ru): La Contre-Révolution en Marche par Vladimir Begun (en), Minsk, 1974

Affirme que la Torah est un recueil inégalé de personnes assoiffées de sang et d'hypocrisies, de trahisons, de perfidies et de dévergondages.
- (ru): Sionisme au service de l'Anti-Communisme par V.V. Bolchakov

Contient des accusations que les sionistes ont "servi de cinquième colonne à Hitler afin d'établir la domination du monde par les nazis allemands".
- (ru): Attention! Sionisme, par Yury Ivanov, Evgeniy Evseev, 1969[9].